# La Malahá
La Malahá ist eine Gemeinde in der Provinz Granada im Südosten Spaniens mit 1.872 Einwohnern (Stand: 2024). Die Gemeinde liegt in der Comarca Alhama. 

## Geografie
Die Gemeinde grenzt an Alhendín, Chimeneas, Escúzar, Las Gabias und Ventas de Huelma.

## Geschichte
Der Name des Ortes geht auf das Arabische Wort al-Malaha, was "Bauernhof des Salzes" bedeutet. In der Zeit der Goten hieß der Ort Mizarza.